# HD 118203 b
HD 118203 b ist ein Exoplanet, der den Hauptreihenstern HD 118203 mit einer Umlaufperiode von 6,13 Tagen umrundet. Das Objekt wurde im Jahr 2005 von da Silva et al. mit Hilfe der Radialgeschwindigkeitsmethode entdeckt. Die große Halbachse seiner Umlaufbahn misst rund 0,07 Astronomischen Einheiten und es weist eine Mindestmasse von etwas mehr als 2 Jupitermassen auf.